# Твердохлебов, Олег Николаевич
Олег Николаевич Твердохлебов (род. 25 июня 1961) — советский и молдавский футболист. Защитник, полузащитник.
Играл в командах второй (1979—1984, 1986—1989, 1991), первой (1985) и второй низшей (1990) союзных лиг «Звезда» Кировоград (1979—1980), «Цемент» Новороссийск (1981), «Автомобилист»/«Текстильщик» Тирасполь (1981—1984, 1986—1988), «Нистру» Кишинёв (1985), «Тигина-РШВСМ»/«Тигина»/«Тигина-Апоэль» Бендеры (1989—1991). В 1990 году вместе с «Тигиной», занявшей 2-е место в зональном турнире второй низшей лиги, вышел во вторую лигу.
В сезонах 1991/92 и 1992/93 играл за польские клубы «Орлета»pl Решель и «Хутник» Варшава из третьего и второго по уровню дивизионов, соответственно.
В дальнейшем играл в высшем молдавском дивизионе за клубы «Синтеза» Каушаны (1993/94), «Тигина»/«Динамо» Бендеры (1993/94, 1994/95, 1996/97), «Конструкторул» Кишинёв (1995/96, 1996/97) и «Рома» Бельцы (1997/98, 1998/99). За «Конструкторул» сыграл также во второй по уровню лиге в сезоне 1994/95, в котором команда заняла 1-е место.
Провёл 3 матча в Кубке обладателей кубков 1996/97 за «Конструкторул»: два — в предварительном раунде против израильского «Хапоэля» из Ришон-ле-Циона (0:1, 3:2) и ответный матч первого раунда против турецкого «Галатасарая» в Стамбуле (0:4).